# シャングリラ (お笑い)
シャングリラは、かつて、吉本興業に所属していたお笑いトリオ。2009年結成。2011年解散。
解散後、宮田と河中はお笑いコンビ「赤い自転車」を結成、後に「ダンシングヒーロー」に改名。

## メンバー
宮田 庸平 （みやた ようへい、1977年11月1日 - ）
ツッコミ担当。身長163cm、体重67kg、血液型A型。大阪NSC23期生。
体育館等を観察するのが好きで、主要アリーナ・ホールの観客動員数が言える。
トリオ解散後は河中と共に東京進出し、SMA NEET Projectへ移籍。コンビ「ダンシングヒーロー」として活動中。
河中 美二 （かわなか よしつぐ、1980年3月29日 - ）
ボケ担当。身長178cm、体重80kg、血液型B型。大阪NSC23期生。
トリオ解散後は宮田と共に東京進出し、SMA NEET Projectへ移籍。コンビ「ダンシングヒーロー」として活動中。
山本 晶子 （やまもと あきこ、1982年9月10日 - ）
ボケ担当。身長155cm、血液型A型。大阪NSC24期生。
R-1ぐらんぷりには「ウーマンリブ山本」というキャラクターで出場。
baseよしもとでは初の「女性ワラbメンバー」となる。
トリオ解散後はピン芸人・山本あきことして活動し（主に漫談を披露）、現在は引退している。

## 来歴
- 2009年3月結成。披露するネタは主にコント。
- 2009年から2010年にかけてbaseよしもとの「ワラbメンバー」「プチbメンバー」として活動していた。
- 2006年10月に元「宇宙ネズミ」の宮田、元「レギンス」の山本、元「ドラゴンガン」の清水でトリオ「キャバレーナイト」を結成。2008年7月に清水が脱退。コンビ名を「キャバレー」に改名。2009年3月に元「ベリー・ベリー」の河中が加入し、「シャングリラ」を結成。
- キングオブコント2009 準決勝進出。
- 2011年9月19日に山本のブログで解散を発表[2]。最後の活動はキングオブコント2011の3回戦であった。
- 解散後、山本はピン芸人として活動し、2017年に引退。宮田・河中はコンビ「赤い自転車」として活動、後によしもと退社と共に東京進出を果たし、コンビ名を「ダンシングヒーロー」に改名した（現在はSMA NEET Projectで活動）[1]。

## 出囃子
「Man & Woman」My Little Lover

## 出演番組
- 爆笑トライアウト（NHK総合）
  - 会場審査で1位（489TP）となり、オンバト挑戦権獲得。視聴者投票は4位（762票）。
- 爆笑オンエアバトル （NHK総合）戦績0勝1敗 最高237KB
- オールザッツ漫才（毎日放送）
- 麒麟の部屋（毎日放送）
- 千鳥のぼっけぇTV!（GAORA）
- 銀シャリのbaseベイベー（GAORA）

## 単独ライブ
- 2009年12月4日「シャングリライブvol.1」（baseよしもと）
- 2010年5月16日「シャングリライブ」（baseよしもと）
- 2010年8月20日「シャングリライブ」（baseよしもと）